# Jules Joseph Van den Weghe
Jules Joseph Van den Weghe, né le 22 octobre 1866 à Lendelede (Belgique), est un dirigeant français de football. Il a été le président du Racing Club de Lens à deux reprises, de 1906 à 1907 et de 1908 à 1912.

## Biographie
Jules Joseph Van den Weghe est l'un des membres fondateurs du Racing Club de Lens, club où jouent ses fils Jules Antoine et Hector. En 1906, il en devient le premier président. Après seulement une saison, il abandonne ses fonctions, puis revient aux commandes du club en 1908. Quatre ans plus tard, il est remplacé par Charles Douterlinghe.